# Podilsk
Podilsk (ukrajinsky Подільськ, rumunsky Birzula) je město v Oděské oblasti na Ukrajině. Leží zhruba 168 kilometrů severozápadně od Oděsy a v roce 2011 mělo přes 40 tisíc obyvatel. Město se jmenovalo do roku 1935 Birzula, v letech 1935 - 2016 - Kotovsk (po sovětském vojevůdci Grigorijovi Kotovském, který zde byl pohřben v mauzoleu).
V letech 1928 až 1929 bylo krátce hlavním městem Moldavské autonomní sovětské socialistické republiky.
Za druhé světové války byl Podilsk součástí Rumunska v rámci Zadněstří. Jedná se o město národopisné oblasti Podolí.
Nyní je město Podolsk největším městem na severu Oděské oblasti, centrem okresu Podolsk. Nachází se zde významný železniční uzel a průmyslové podniky.
V posledním desetiletí se město stalo významným nákupním centrem pro bližší aglomeraci (na severu Oděsy). Má rozvinutou síť obchodu a spotřebitelských služeb.
Město je vlajkovou lodí úspěšné bytové a komunální reformy (2015) mezi malými městy na Ukrajině.
Město se stalo jedním z epicenter epidemie koronaviru v Oděské oblasti.